# Bäckerklint
Der Bäckerklint in Braunschweig ist eine sich zum Platz erweiternde Straße im Weichbild Altstadt mit einer über 700-jährigen Geschichte.

## „Klint“

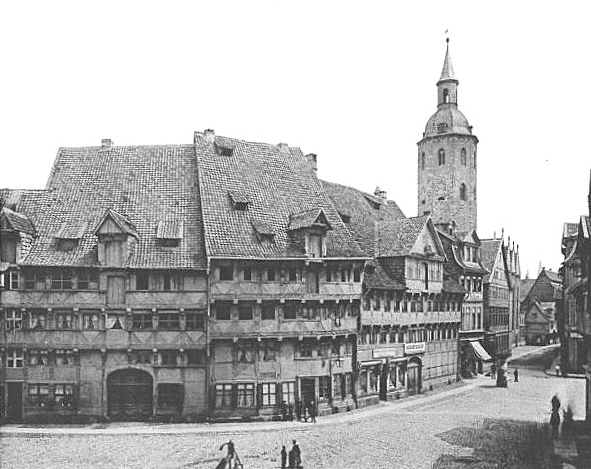
Der Südklint um 1894. Im Hintergrund die Petrikirche mit ihrer ursprünglichen Turmhaube vor der Zerstörung im Zweiten Weltkrieg.

Der Bäckerklint gehört zu den Straßennamen der Braunschweiger Innenstadt, die auf „Klint“ enden. Nur wenige Dutzend Meter entfernt befinden sich Radeklint und Südklint (Anfang der 1960er Jahre durch entsprechende Verkehrswegeplanung im umgestalteten Radeklint aufgegangen). Einige hundert Meter entfernt im Magniviertel befindet sich zudem der Klint. Klint bezeichnet eine Anhöhe, die sich aus einer Flussniederung (im Falle Braunschweigs der Oker) erhebt. Klinte befanden sich also nahe der Oker, innerhalb der Stadtmauer und erhoben sich aus deren Niederung. Auch im Magniviertel befindet sich heute noch die Straße Klint.
Zum Bäckerklint führen die Breite Straße und die Scharrnstraße. Im näheren Umfeld befinden sich zahlreiche kleinere Straßen, wie An der Petrikirche im Nordosten und etwas darüber die Lange Straße, die bis Kriegsende viel schmaler war als heute. Des Weiteren früher z. T. enge Gassen, wie die westlich verlaufende Malertwete und die nach Osten führende Kaffeetwete (zur Bedeutung dieser Endung s. Twete). Große Straßen im näheren Umfeld sind die jeweils von Süd nach Nord verlaufenden Güldenstraße und Gördelingerstraße, sie führen im Westen bzw. Osten am Bäckerklint vorbei. Einige Hundert Meter südlich in der Verlängerung der Breiten Straße befindet sich an deren Ende der Altstadtmarkt.

## Geschichte

### Ursprung
Erstmals erwähnt wurde das Gebiet im Jahre 1297 als in clivo, 1309 und 1314 wurde es bereits upme Klinte genannt, 1344 uppe deme klinte vor sente Petersdore und schließlich 1397 upme deme Becker-Clinte. Im Jahre 1400 wiederum nannte man es lediglich clivus und 1412 de klynd. Namensgebend war die überproportional hohe Ansiedlung von Bäckern, die den Standort wohl wegen seiner Nähe zur Oker gewählt hatten, um im Falle eines Brandes schnell Löschwasser heranholen zu können.

### Bebauung
Die Bebauung des Bäckerklints selbst sowie dessen unmittelbarer Nachbarschaft bestand zu fast 100 % aus Fachwerkhäusern, deren Entstehung bis in das Spätmittelalter zurückreichte. Charakteristisch war die enge, z. T. verwinkelte und versetzte Anordnung unterschiedlich großer Gebäude, die mit mehr oder weniger großen Hinterhöfen ausgestattet waren. Aufgrund der engen Bebauung mit Holzhäusern, die ursprünglich auch noch mit Stroh gedeckt waren, sowie wegen der hohen „Backstuben-Dichte“ kam es häufig zu z. T. verheerenden Bränden, die wie z. B. im Jahre 1290 große Teil der Innenstadt in Schutt und Asche legten.

#### Till Eulenspiegel und der Bäckerklint

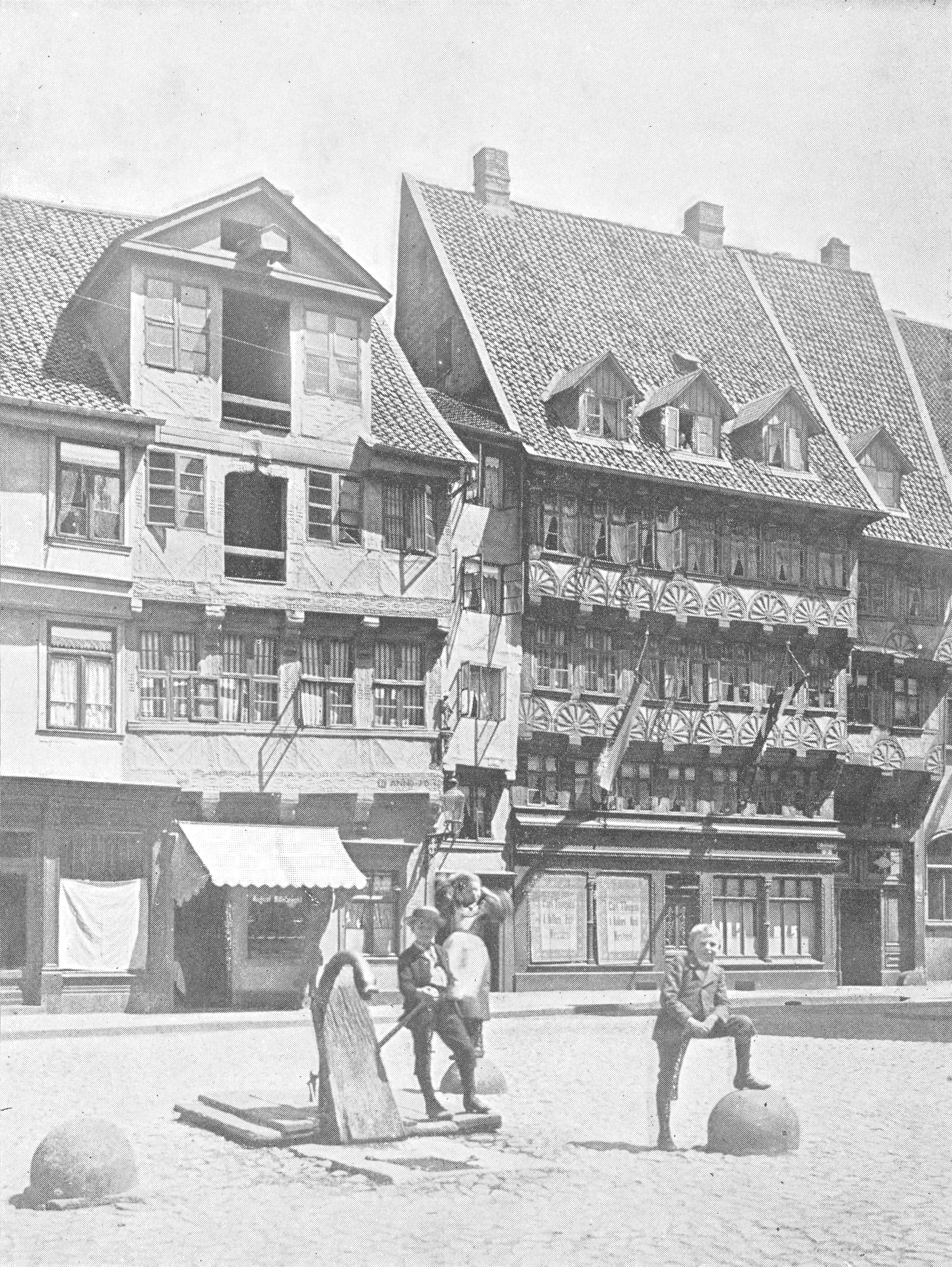
Blick nach Osten auf den Flohwinkel: Das Gebäude links ist das Eulenspiegelhaus (um 1897).

Vor der Zerstörung durch die zahlreichen Bombenangriffe des Zweiten Weltkriegs war der Bäckerklint besonders für seine geschichtliche bzw. legendenhafte Verbindung mit Till Eulenspiegel (1300–1350) bekannt, der den Bürgern und Handwerkern der Stadt einige seiner Streiche gespielt haben soll. So handelt eine Geschichte davon, dass Till bei einem Bäcker auf dem Bäckerklint angestellt wurde, um beim Backen zu helfen. Auf seine Frage, was er denn backen solle, antwortete der erzürnte Bäcker „Ulen un Apen“ (Eulen und Meerkatzen). Was Till dann auch tat. Der Bäcker war daraufhin so erzürnt, dass er Till feuerte und von ihm das Geld für den Teig zurückverlangte. Der umherstreifende Schalk willigte ein und verkaufte die Backware einfach selber, zum angeblich doppelten Preis.

#### Das Eulenspiegelhaus
Zur Erinnerung an Eulenspiegels Streiche fand sich am Bäckerklint Zahlreiches, was mit dem Narren in Verbindung gebracht wurde: So z. B. Das sogenannte Eulenspiegel-Haus am Bäckerklint 11, angeblich die Bäckerei, in der er seine Ulen un Apen gebacken haben soll. Das ist allerdings unmöglich, da das Gebäude aus der Zeit um 1630 stammte – Eulenspiegel war jedoch bereits um 1350 verstorben. An einer Gebäudeecke befand sich eine 1869 von Julius Meyer geschnitzte Figur des Eulenspiegel. Die Innenräume der Bäckerei wurden 1931 von Adolf Otto Koeppen neu ausgemalt. Das stadtbekannte Geschäft, zuletzt geführt von Otto Lipke, existierte bis zu seiner völligen Zerstörung am 15. Oktober 1944 und verkaufte bis Kriegsausbruch täglich um die 300 Eulen und Meerkatzen.
Direkt neben dem Eulenspiegel-Haus befand sich in Richtung Breite Straße das Haus „Zum Wilden Mann“, in dem Till Eulenspiegel logiert haben soll, als er als „Bäcker“ in Braunschweig arbeitete. Des Weiteren befand sich auf der Südseite des Bäckerklints die „Eulenspiegel-Drogerie“ und im Zentrum des Platzes, den die Straße bildet, befindet sich seit seiner Aufstellung im Jahre 1906 der Eulenspiegel-Brunnen.

#### Der Eulenspiegel-Brunnen

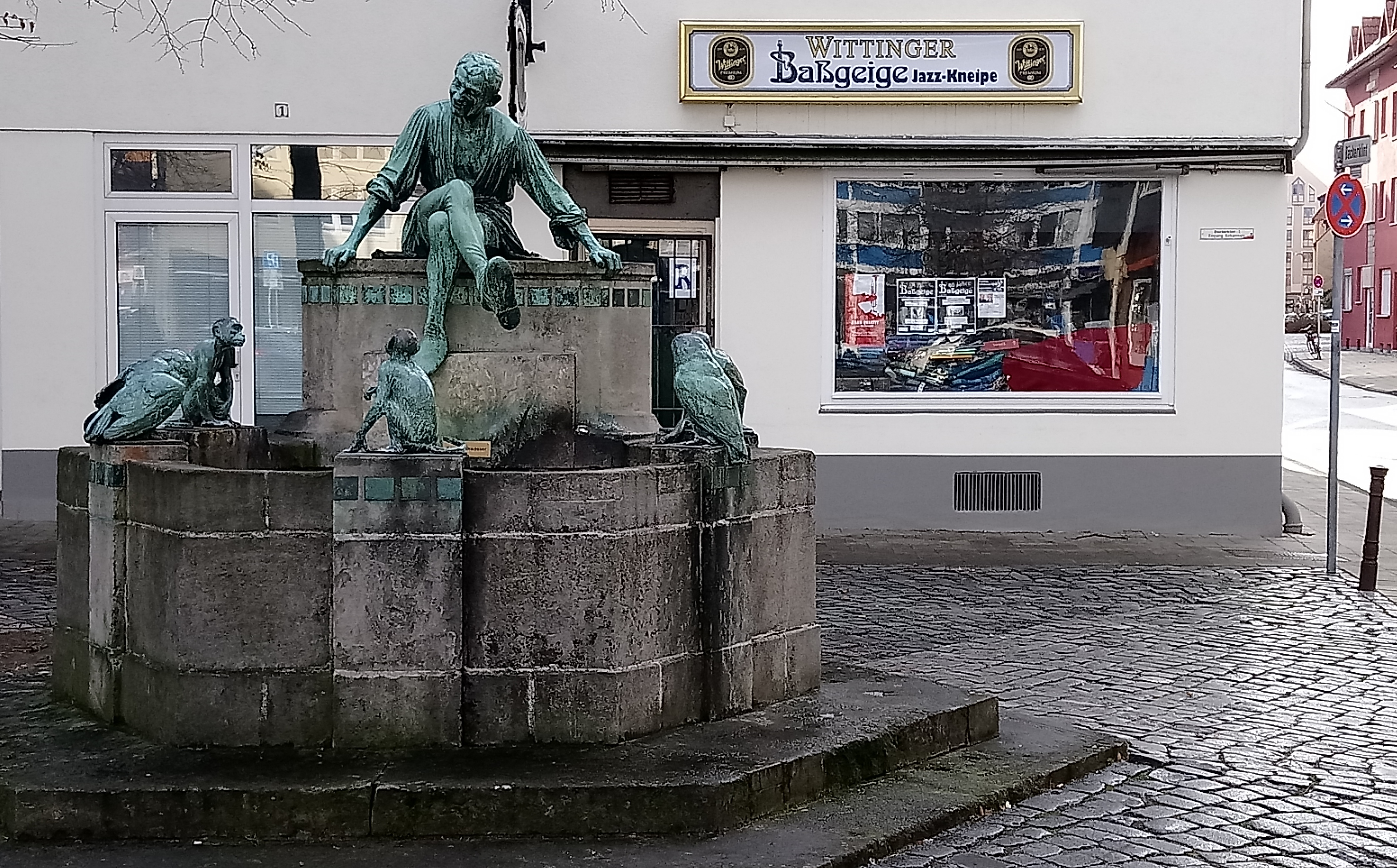
Eulenspiegelbrunnen, im Hintergrund die Jazz-Kneipe „Baßgeige“.

Zum Andenken an Till Eulenspiegel und dessen Braunschweiger Streiche, stiftete der jüdische Bankier Bernhard Meyersfeld den Brunnen im Jahre 1905. Der Brunnen besteht aus einem sechseckigen Steinsockel mit Schale. Auf dem erhöhten Kopfteil des Brunnens sitzt lächelnd und lebensgroß Till Eulenspiegel, während auf dem Brunnenrand ihm zugewandt abwechselnd insgesamt zwei Eulen und drei Meerkatzen sitzen, die als Wasserspeier ausgeführt sind.
Der Brunnen wurde während des Zweiten Weltkrieges weder ausgelagert noch geschützt, überstand aber dennoch als einziges „Bauwerk“ unbeschädigt sämtliche Bombenangriffe während die gesamte Umgebung vollkommen zerstört wurde. Anlässlich des Braunschweiger Heimattages am 1. Oktober 1950 wurde er wieder am ursprünglichen Standort aufgestellt, wo er sich noch heute befindet.

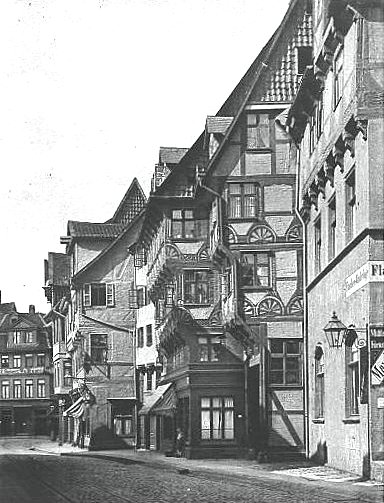
Blick von der Breiten Straße Richtung Norden, der Flohwinkel befindet sich rechts (um 1894).

#### Der „Flohwinkel“
Einige Häuser auf der Ostseite, am Übergang von der Breiten Straße zum Bäckerklint, wurden von ca. 1700 an bis zu ihrer vollständigen Zerstörung als „Flohwinkel“ bezeichnet und waren eine der Sehenswürdigkeiten der Stadt. Der Ursprung der Benennung „Flohwinkel“ ist unklar. Die Interpretation, der Name stamme z. B. aufgrund mangelhafter hygienischer Verhältnisse tatsächlich von den Flöhen, erscheint wenig plausibel. Die zutreffende Interpretation dürfte eine Anspielung auf die geringe Größe der Häuser bzw. die Enge der Bebauung gewesen sein sowie die Tatsache, dass die einzelnen Gebäude auf dieser Straßenseite stufenartige hervorstanden bzw. „hervorsprangen“ (wie es Flöhe tun).

#### Das „Mumme-Haus“

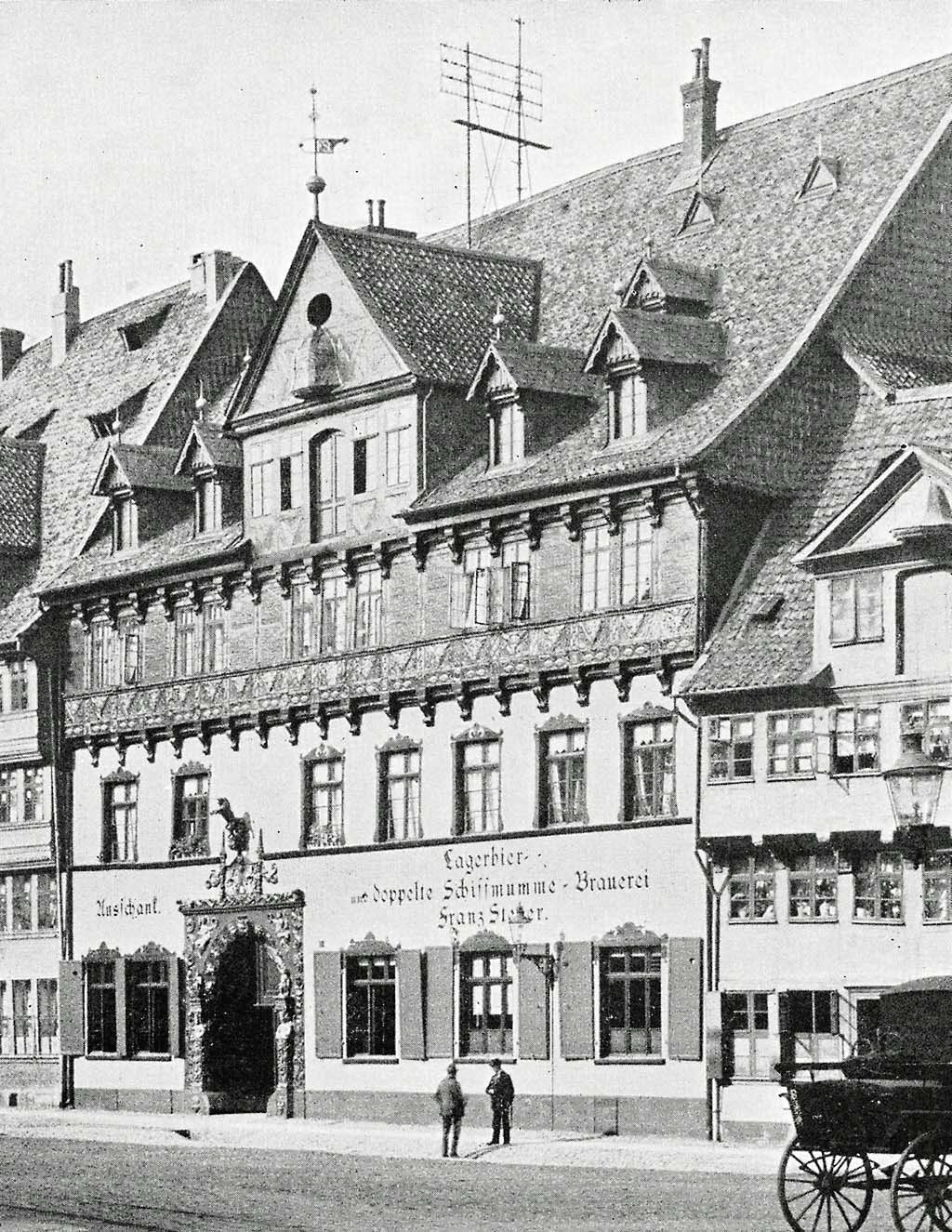
Mumme-Brauerei Steger
(um 1897).

Das bekannteste Gebäude des Bäckerklints befand sich auf dessen Westseite: Es war das sogenannte „Mumme-Haus“ der Brauerei Steger am Bäckerklint 4. Der große Renaissance-Bau wurde 1588 errichtet. Untergeschoss und 1. Etage waren gemauert, während die restlichen Etagen in Fachwerk-Bauweise erstellt waren. Im Laufe der Jahrhunderte wurde das Gebäude mehrfach umgestaltet bzw. restauriert. Während der Luftangriffe des Zweiten Weltkrieges, insbesondere jener des Jahres 1944, wurde es so schwer beschädigt, dass seine Überreste schließlich abgerissen wurden. Lediglich einige Teile, darunter das Renaissance-Portal, konnten gerettet werden.

### „Klinterklater“
Zusammen mit den anderen drei „Klinten“: Klint, Südklint und Radeklint, war der Bäckerklint namensgebend für einen im 19. Jahrhundert entstandenen Schimpf- und Schmähbegriff für die in diesen (und schließlich auch anderen Quartieren der Innenstadt) wohnenden ärmeren Bevölkerungsschichten. Aufgrund der vollständigen Zerstörung dieser Wohngebiete im Zweiten Weltkrieg mit dauerhafter Abwanderung der ortsansässigen Bewohner, verschwand der Begriff jedoch fast vollständig und fand erst in jüngster Vergangenheit und nach einem Bedeutungswandel wieder Anwendung.

### Zerstörung

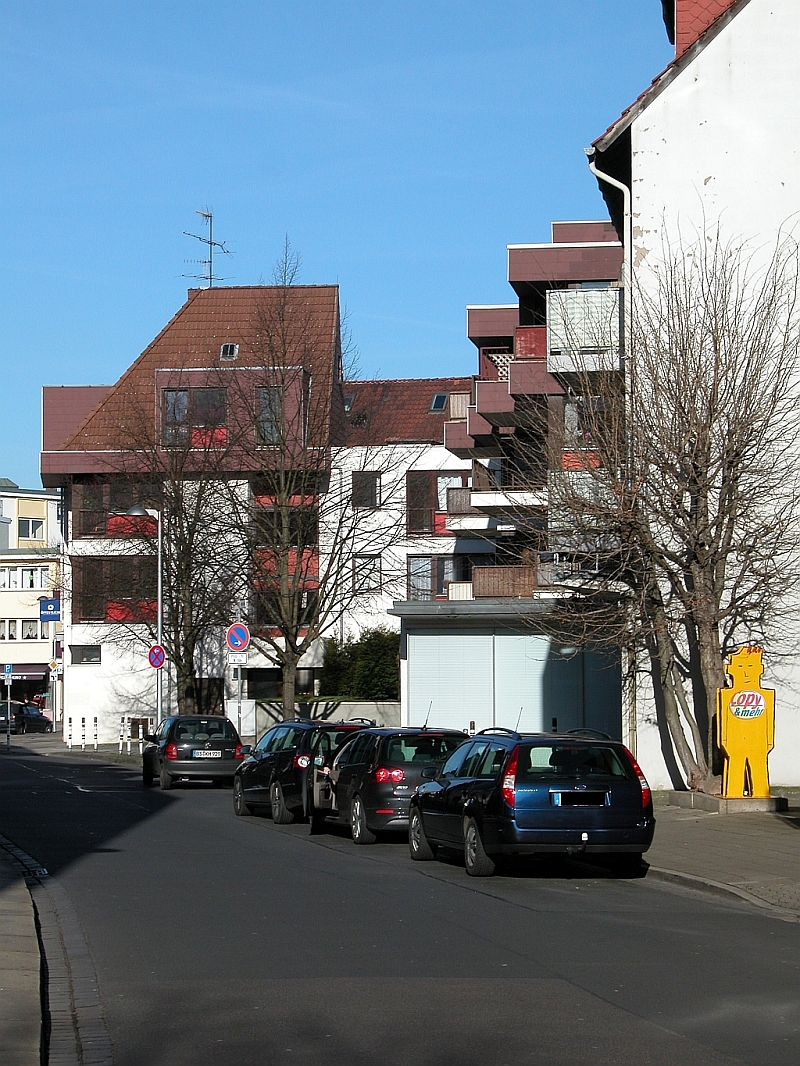
Blick von der Breiten Straße Richtung Bäckerklint: Der ehemalige „Flohwinkel“ im Jahre 2008.

Die über 700 Jahre gewachsene historische Stadtlandschaft im Bereich Bäcker-, Süd- und Radeklint, die mehrheitlich aus eng aneinander gereihten Fachwerkhäusern bestanden hatte, wurde durch die zahlreichen Bombenangriffe während des Zweiten Weltkrieges, insbesondere durch den schwersten Bombenangriff vom 15. Oktober 1944 zu fast 100 % zerstört. Braunschweig glich in diesem Bereich nach Kriegsende einer Trümmerwüste und Geisterstadt.

### Nachkriegszeit
Ein Wiederaufbau war bei den Holzbauten fast immer unmöglich, bei den Steingebäuden wurden deren Ruinen meist großflächig abgerissen, um Anfang der 1950er Jahre Neubauten im Stil der Zeit Platz zu machen und der Verkehrsplanung im Sinne der „autogerechten Stadt“ gerecht werden zu können.